# Isabella Rossi Gabardi Brocchi
Isabella Rossi Gabardi Brocchi (Firenze, 25 novembre 1808 – Firenze, 28 luglio 1893) è stata una scrittrice e poetessa italiana.

## Biografia

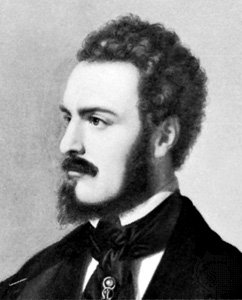
Il poeta Giuseppe Giusti

Isabella Rossi nacque a Firenze nel 1808. Figlia del conte Anton Cino, avvocato, e di Elvira Giampieri, poetessa, Isabella fu una donna coltissima e dotata di estro poetico, scrittrice di una certa fama. Visse a Bologna, a Firenze, a Modena; pubblicò a Firenze e a Milano.
La sua casa divenne uno dei salotti letterari più importanti di Firenze. Era, infatti, frequentata da: Giuseppe Montanelli, Francesco Dall’Ongaro, Vincenzo Salvagnoli, Lorenzo Mancini, Giuseppe La Farina, Ippolito D’Aste, Pietro Giordani, Giovan Battista Bulgarini, Massimo D’Azeglio, Giovanni Rosini, Giovan Battista Niccolini, Amalia Bettini, Amelia Sarteschi Calani-Carletti. Alcuni, come Achille Castagnoli, le dedicarono versi di ammirazione.
Isabella Rossi fu amata dal poeta Giuseppe Giusti (Carlo Romussi, nella sua biografia edita a Milano, presso Sonzogno nel 1899, dice più di testa che di cuore). Sta di fatto che il Giusti era un assiduo ospite della famiglia di Isabella in Firenze, nel quale salotto si riuniva l''intelligentia del luogo.  Il Giusti spesso recitava i versi che Isabella componeva. I due ebbero un intenso scambio epistolare e poetico, che durò dagli anni trenta dell'Ottocento sino a tarda età e che Isabella Rossi rese pubblico. I due progettarono anche un matrimonio ma, per la differente condizione economica (il Giusti non era ricco) e di ceto, il loro rapporto si deteriorò.  Un giorno Isabella si rese conto che i loro caratteri non si fondevano più insieme, anzi non lo avevano mai fatto; lei scrisse: «Studiando il suo (carattere) trovai fra lor due vi era qualche cosa che li teneva separati: che il mio core non si fondeva mai col suo cuore, mentre il mio intelletto rispondeva sempre al suo». Un giorno del 1840 lei gli disse: «Amica ti sarò fino alla morte, ma giammai diverrò la tua consorte». E, dopo averne ricevuto una lettera per nulla addolorata, l'anno seguente Isabella sposò il conte Olivo Gabardi Brocchi di Carpi, anch'egli scrittore, futuro autore delle Leggende istoriche (1859). Gli sposi ispirarono un carme celebrativo alla madre di Olivio,  Mantica Gabardi Brocchi e una dedica a Giusti, che avrebbe continuato a manifestare affetto nei confronti di Isabella, come testimoniato dalla dedica autografa sull'edizione 1845 delle sue poesie.
Il 1845 è anche l’anno della nascita, a Firenze, del figlio di Isabella e Olivo, Gabardo, futuro critico musicale, giornalista e autore di una dettagliata biografia della madre.
Isabella dedicò un canto a Vincenzo Gioberti per il suo arrivo a Firenze nel 1847.
Durante i moti del 1848 si fece promotrice di iniziative filantropiche, divenendo corrispondente fiorentina per il giornale torinese Risorgimento e celebrando nella prima lettera l’operato di Leopoldo II. Il 3 giugno dello stesso anno, il periodico La donna italiana pubblicò la sua risposta (scritta con la madre) all'anonimo che aveva affermato che le donne toscane avevano avuto un ruolo marginale rispetto ad altre italiane durante la guerra d’indipendenza.
Nel 1849 fu condannata a due mesi di arresti domiciliari per aver consigliato a suo cugino di arruolarsi nelle truppe sabaude invece che in quelle estensi. Scontata la pena, rientrò con la famiglia a Firenze.
Appassionata di magnetismo e spiritismo, nel 1864 entrò in contatto con la società spiritica torinese, ma se ne distaccò subito in quanto contraria alle sue convinzioni cattoliche. Nello stesso anno strinse amicizia con lo scultore Giovanni Duprè e con Aleardo Aleardi, al quale avrebbe dedicato le poesie Cosa è Dio? e Cosa è Satana?.
Attraverso le sue opere di beneficenza durante la guerra del 1866, si rese molto disponibile ad aiutare gli altri, anche in senso pratico, tanto da accogliere in casa, alla fine del conflitto, il generale Giuseppe Avezzana, il quale aveva combattuto a fianco di Giuseppe Garibaldi.
Nel 1875 strinse una forte amicizia con Cletto Arrighi.
Giovanni Verga le inviò una copia di Primavera e altri racconti (1876).
Prese le distanze dai movimenti protofemministi d’Europa, in quanto l’autrice condannava la donna di una consustanziale debolezza d’animo e le attribuiva il mero ufficio di moglie e madre, riservando all'uomo, al contrario, il pieno esercizio delle facoltà razionali e il ruolo di guida all'interno della famiglia e della società.
Morì a Firenze il 28 luglio 1893.
Postuma uscì la sua riproposizione di Dio non paga il sabato con il titolo Un gentiluomo ladro (1908).

## Produzione letteraria

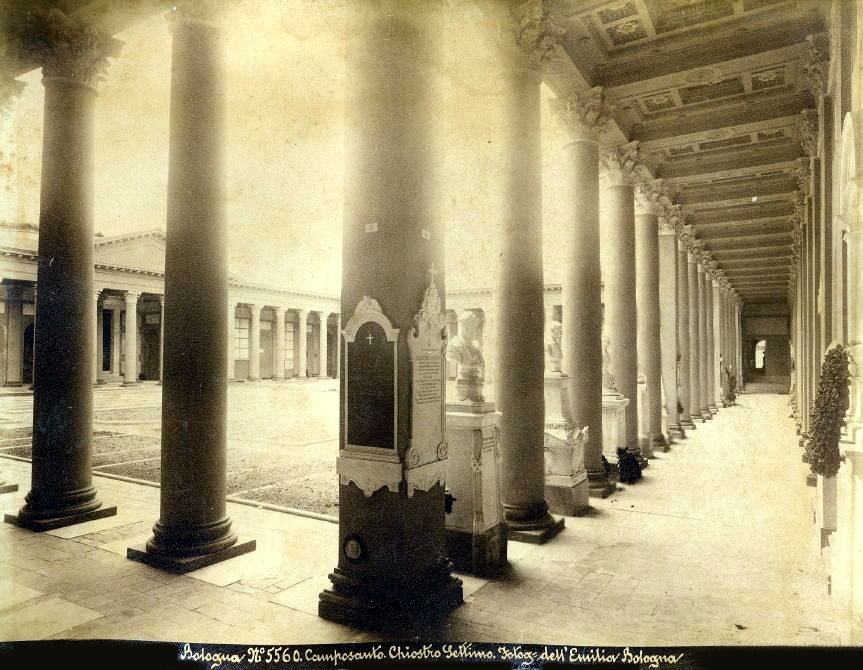
Il chiostro del Cimitero monumentale di Bologna, prima del 1914

La Rossi si dedicò presto alla poesia.
Nel 1838 pubblicò la cantica polimetrica Cinzica de Sismondi, rilettura della leggenda della nobildonna che agli inizi dell'anno Mille esortò i pisani a respingere l’assalto dei saraceni. L’opera, che le permise di ricevere un diploma da parte dell'Accademia degli Infecondi di Prato, si poneva come una parentesi risorgimentale e individuava nell'esortazione alla missione patriottica il destino delle donne italiane.
All'interno della sua opera, le Rime, pubblicata nel 1839 a Bologna, introdusse una dedica al letterato Giuseppe Ignazio Montanari.
Isabella riscontrò molto successo in campo letterario, tanto che Francesco Fabi Montani, in una lettera del 14 novembre, diceva di volerla includere in una collana di poetesse, stampata a Padova dall'editore Vedova.
Il 29 febbraio 1840, sul Poliorama pittoresco, venne pubblicata la sua risposta alle accuse che l’abate Pietro Contrucci rivolse nei confronti delle donne italiane, accusandole di inferiorità rispetto alle donne inglesi e alle francesi. All'interno della sua risposta, Isabella Rossi menzionava alcune letterate contemporanee, (fra cui se stessa), le quali costituivano esempi di gloria italica. Il tutto comparve poi sulla rivista La Moda del 30 marzo e fu apprezzato dalla poetessa Matilde Joannini.
Una raccolta di letture in tre volumi, che aveva come obiettivo quello di educare le giovanette, il Florilegio femminile, redatto da Emanuele Rossi, pubblicò i suoi racconti di virtù femminea e spirito patriottico:
- Le donne pisane: in cui menzionava le vicenda di Cinzica e di Camilla del Lante;
- Le donne fiorentine: in cui descriveva la storia di Lucrezia Mazzanti e di monna Ghitta, la quale sacrificò suo figlio e i suoi pochi beni alla causa della Signoria, durante l’assedio di Firenze del 1529;
- Le donne sanesi: sulla vicenda della fanciulla che durante l’assedio da parte di Firenze del 1554 si sostituì al fratello durante un turno di guardia, e quella della donna che si fece torturare pur di non inneggiare al duca fiorentino;
- Le donne aretine: che riportava la vicenda di Ippolita degli Azzi.

Nel 1841 uscirono due tomi di Opere per la Stamperia Granducale:
- Il primo, scritto in prose, raccoglieva apologhi morali, alcuni dei quali inediti, come il racconto La madre e il granatiere e Mandella;
- il secondo, scritto in poesie, conteneva cantiche polimetriche di carattere storico: la Cinzica, I vespri siciliani, La morte di Galeazzo Sforza, Lucrezia Mazzanti, La giornata del 5 dicembre 1746 a Genova (rievocazione della rivolta di Portoria), Alla Repubblica di San Marino;

carmi storici: Carlo V in Italia, Alle ceneri di Napoleone;
carmi funebri: In morte di Girolamo Segato, In morte di Cesare Montalto;
odi d’occasione: per lo straripamento del Tevere nella valle tiberina-toscana;
epistole poetiche: Al professor Ignazio Montanari; poesie ai genitori, alla sorella, al fratello, al marito;
a letterati: A Gio. Battista Nicolini, Ad Antonio Mezzanotte;
inni religiosi: Cristo che lascia la Vergine per madre a Giovanni, A Maria.
Pubblicò la cronaca popolare, La madre bolognese, storia di una donna che accoglie e perdona l’assassino del figlio, che poi entrò a far parte di una collezione di letture graziose dirette da Ignazio Cantù.
Il 2 maggio 1842, la rivista La Moda pubblicò la prosa Il Cimitero di Bologna, definito da Tommaso Pomilio una "versione melanconica o addirittura luttuosa del viaggiare, o del visitare almeno". In detto lavoro scrisse "laberinto d'interminabili portici, di sale, di camere tute occupate da tombe e da lapidi", dove la luce trionfa e dà nuova vita alla morte, in una girandola di effetti: è "l'effetto della luce che in larghi spiazzi, o in lucide strisce, piove i suoi atomi sopra le statue, e quasi vive e muoventisi le rende secondo che essa varia di loco e cangia e ombre".
Il periodico annuale di tipo scientifico, letterario e artistico, Museo, accolse nel 1843 i versi di Morto!, scritti in seguito alla scomparsa del padre avvenuta l’anno prima, e due novelle, tra cui il racconto storico Maria.
Dopo aver commemorato, il 20 maggio 1850, il secondo anniversario di Curtatone e Montanara con un articolo sul Costituzionale, il 31 maggio, scrisse un salmo funebre per la morte di Giusti. L’anno dopo tornò a Carpi, ma continuarono i suoi contatti epistolari con gli amici fiorentini, soprattutto Gino Capponi.
Nel 1853 pubblica il romanzo Dio non paga il sabato, con dedica alla Calani-Carletti la quale aveva incoraggiato la pubblicazione e rivisto le bozze. All'interno della prefazione, Isabella dichiarò di voler scrivere una storia nella lingua viva di Toscana con qualche concessione francofona, in quanto era preoccupata dell'aspetto linguistico. Il romanzo riporta la vicenda della povera e religiosa Maria, accolta in casa dal losco Federigo, da cui rischia di essere compromessa, e quella dell’altrettanto virtuosa ma nobile Giulia, a sua volta corteggiata da Federigo, che alla fine viene arrestato per furto. Il romanzo trasmette concetti quali il ruolo di guida della figura maschile all'interno della società (alla fine del romanzo Randalli salva Maria facendole prendere i voti, e assiste le nozze fra il figlio adottivo Carlo e Giulia) e la fragilità dell’animo femminile, facile al traviamento.
Nel 1856 tradusse Les devoirs des femmes dans la famille - I doveri delle donne nella famiglia - dell’abate Frédéric-Édouard Chassay, preceduta da una premessa, nella quale si riteneva d'accordo con il pensiero del francese.
Nel 28 aprile confutò la teoria di Charles Darwin in un articolo sulla Gazzetta d’Italia, che trovò riscontro presso Capponi e Tommaseo.
Nel 1871 pubblicò le Riflessioni sul proletariato a seguito degli eventi della Comune parigina, in cui sottolineava l’importanza di un’equa distribuzione dei beni e dell’integrazione delle masse nell'agricoltura e nell'industria.
A testimonianza della sua fama e del suo impegno patriottico, fu menzionata da Eugenio Comba nel suo Donne illustri italiane proposte ad esempio alle giovinette del 1872.
Il 1º maggio 1874, giorno della morte, commemorò Tommaseo in un salmo funebre. Nello stesso anno fu impegnata in uno scambio epistolare con Luciano Scarabelli, il quale le chiedeva pareri sulla sua produzione letteraria.
Questi saranno i suoi ultimi anni di attività da scrittrice. Nel 1875 divenne redattrice del giornale politico L’Epoca; scrisse l’opuscolo Una nuova specie di schiavitù contro l’atteggiamento filogermanico che vedeva diffondersi all'epoca.
Ritornò il tema dell’inferiorità muliebre nei confronti dell’uomo nel fascicolo Emancipazione! Considerazioni sui diritti della donna.
Da questo momento in poi non scrisse più nulla di significativo, a parte un canto biblico per la morte di Vittorio Emanuele II, il 9 gennaio 1878, per la ghirlanda funebre dal titolo Fior di passione. Diminuiscono anche le corrispondenze epistolari.
Nel 1884 incontrò la Contessa Lara, alla quale dedicò il sonetto Quadro dal vero.

## A Una Sorella d'Italia
A Una Sorella d'Italia, poesia pubblicata sul giornale Alba di Firenze nel 1847 e riportata nel mese di ottobre dello stesso anno sul People's and Howitt's Journal di Londra, su impulso di Margaret Fuller Ossoli, la quale ne raccomandò la pubblicazione a un progressista inglese amico sia di Adam Mickiewicz, sia di Giuseppe Mazzini.
To a Daughter of Italy
To guard the glories of the Roman reign
States men and warriors had toil'd in vain,
If Vestals hands had failed to tend the fire,
That sacred emblem of pure strong desire.
If highes honors wait the Italian name,
If the fire strive to rise again to flame,
Vestals anew are called that glow to fan
And rouse to fervent force the soul of man
Amid the prayers I hourly breathe for thee
Most beauteous, most injured Italy,
None has a deeper root within the heart
Than to see woman duly play her part; (2)
To the advancing hours (3) of this great Day
A Morning Star (4) be she to point the way,
The Virgin Mother (5) of a blessed birth,
The Isis (6) of a fair regenerate Earth,
And, where its sons achieve their noblest flame,
Still Beatrice (7) be the Woman's name.
A Una Sorella d'Italia
"Per difendere le glorie del regno romano
I regnanti e i guerrieri s'impegnavano invano,
Se le mani delle Vestali fallivan curar la face,
Questo sacro segno di desiderio puro ed efficace.
Se i più alti onori spettano al nome italiano,
Se il fuoco a risorgere alla fiamma stenta invano,
Le Vestali di nuovo sono chiamate ad attizzarne il fulgore
E a risvegliare fervente l'anima dell'uomo al vigore
Tra gli oranti per te sospirerò tutta la vita
Italia tanto bella e così tanto ferita,
Nessuno ha radice più profonda nel cuore
Che la donna vedere far bene l'suo dovere; (2)
Per l'ore ch'avanzan (3) del grande Mattino
Sia la Stella Mattutina (4) a indicare il cammino,
La Vergine Madre (5) d'un benedetto nato,
L'Iside (6) di un Mondo ben rigenerato,
E, se i suoi figli avran la nobilissima face,
Il nome della Donna sia ancor Beatrice.